# Victoria Kalitta
Victoria Kalitta (ur. 13 sierpnia 2001) – polska lekkoatletka, tyczkarka.
Jako dziecko z powodzeniem uprawiała fitness.
W 2017 zdobyła złoty medal olimpijskiego festiwalu młodzieży Europy. Srebrna medalistka mistrzostw Polski (2019). Stawała także na podium mistrzostw kraju w juniorskich kategoriach wiekowych.

## Osiągnięcia
| Rok  | Impreza                                     | Miejsce | Pozycja     | Wynik |
| ---- | ------------------------------------------- | ------- | ----------- | ----- |
| 2017 | Olimpijski festiwal młodzieży Europy (EYOF) | Győr    | 1. miejsce  | 3,80  |
| 2018 | Mistrzostwa Europy juniorów młodszych       | Győr    | 13. miejsce | 3,60  |

## Rekordy życiowe
- Skok o tyczce (stadion) – 4,16 (2021)
- Skok o tyczce (hala) – 4,00 (2020, 2021)